# Cooperl Arc Atlantique
Cooperl Arc Atlantique (a.k.a. Cooperl) er en fransk kødproducent, der er specialiseret i svinekød.
Cooperl Arc Atlantique blev etableret i 1966 og har hovedkontor i Lamballe, Bretagne.